# إيميت ريبلي كوكس
إيميت ريبلي كوكس (بالإنجليزية: Emmett Ripley Cox)‏ هو قاضي ومحامي أمريكي، ولد في 13 فبراير 1935 في قطنوود في الولايات المتحدة.